# Darownikowate
Darownikowate (Pisauridae) – rodzina średniej wielkości i dużych, kosmopolitycznych pająków blisko spokrewnionych z pogońcowatymi (Lycosidae), z którymi wykazują wiele podobieństw w zachowaniu. Przedstawicieli tych rodzin odróżnia ułożenie oczu.
W Polsce występują przedstawiciele dwóch rodzajów:
- Dolomedes:
  - Dolomedes fimbriatus – bagnik przybrzeżny
  - Dolomedes plantarius – bagnik nadwodny
- Pisaura:
  - Pisaura mirabilis – darownik przedziwny

## Systematyka
Klasyfikacja według Biology Catalog
- Pisauridae Simon, 1890
  - Pisaurinae Simon, 1890
    - Afropisaura Blandin, 1976
    - Architis Simon, 1898
    - Caripetella Strand, 1928
    - Charminus Thorell, 1899
    - Chiasmopes Pavesi, 1883
    - Cispius Simon, 1898
    - Cladycnis Simon, 1898
    - Dendrolycosa Doleschall, 1859
    - Euprosthenops Pocock, 1897
    - Euprosthenopsis Blandin, 1974
    - Eurychoera Thorell, 1897
    - Maypacius Simon, 1898
    - Paracladycnis Blandin, 1979
    - Perenethis L. Koch, 1878
    - Phalaeops Roewer, 1955
    - Pisaura Simon, 1885
    - Pisaurina Simon, 1898
    - Polyboea Thorell, 1895
    - Ransonia Blandin, 1979
    - Rothus Simon, 1898
    - Staberius Simon, 1898
    - Stoliczka O. P.-Cambridge, 1885
    - Tetragonophthalma Karsch, 1878
    - Thalassiopsis Roewer, 1955
    - Voraptipus Roewer, 1955
    - Vuattouxia Blandin, 1979
    - Walrencea Blandin, 1979

  - Thalassinae
    - Archipirata Simon, 1898
    - Dolomedes Latreille, 1804
    - Eucamptopus Pocock, 1900
    - Hesydrimorpha Strand, 1911
    - Ilipula Simon, 1903
    - Megadolomedes Davies & Raven, 1980
    - Nukuhiva Berland, 1935
    - Papakula Strand, 1911
    - Thalassius Simon, 1885
    - Thaumasia Perty, 1833
    - Tinus F. O. P.-Cambridge, 1901

  - incertae sedis
    - Bradystichus Simon, 1884
    - Campostichommides Strand, 1911
    - Cispinilus Roewer, 1955
    - Conakrya Schmidt, 1956
    - Dianpisaura Zhang, Zhu & Song, 2004
    - Eopisaurella Petrunkevitch, 1958 † (kopalny)
    - Esuritor Petrunkevitch, 1942 † (kopalny)
    - Hygropoda Thorell, 1894
    - Hypsithylla Simon, 1903
    - Inola Davies, 1982
    - Nilus O. P.-Cambridge, 1876
    - Qianlingula Zhang, Zhu & Song, 2004
    - Tallonia Simon, 1889
    - Tapinothele Simon, 1898
    - Tapinothelella Strand, 1909
    - Tapinothelops Roewer, 1955